# Huxhill
Huxhill is een buurtschap in het Engelse graafschap Devon. Het maakt deel uit van de civil parish Weare Giffard. Huxhill komt in het Domesday Book (1086) voor als 'Hochesile' / 'Hochesila'. Indertijd telde men er 3 huishoudens. Een boerderij uit het begin van de zeventiende eeuw staat er op de Britse monumentenlijst.